# Nation (romanzo)
Nation è un romanzo di Terry Pratchett, pubblicato per la prima volta in Gran Bretagna l'11 settembre 2008. È il primo romanzo di Pratchett al di fuori del ciclo del Mondo Disco dai tempi di J.M. e la bomba (1996). 
Nation è una ucronia, ambientata in una realtà alternativa del mondo nel 1860. 
Il libro ha vinto il Premio Michael L. Printz per il 2009.
Al 2021, il romanzo è inedito in italiano.

## Trama
L'isola di "Nation" è devastata da uno tsunami. Il giovane Mau è l'unico sopravvissuto. Daphne (nome vero: l'imbarazzante Ermintrude) è l'unica scampata della sua nave, naufragata sull'isola di Mau. I due trovano un metodo per comunicare tra loro, malgrado la lingua diversa, e cominciano a prendersi cura degli arrivi di sopravvissuti di altre isole, a loro volta devastate dal maremoto e convinti di trovare aiuto nell'isola di "Nation", celebre (nell'arcipelago) per le "ancore degli dèi" (un gruppo di sculture sacre).
Malgrado la giovane età, Mau si carica di tutta l'enorme responsabilità che attribuisce all'essere l'unico sopravvissuto della sua isola e della sua gente. Daphne apprende costumi, cucina e medicina locale, rielaborando tutto criticamente, ed entrambi cominciano ad avere delle strane visioni dell'aldilà. 
Da un lato, scopriranno che l'isola nasconde più di quello che immaginavano; dall'altro, entrambi affronteranno malintenzionati e scorridori.

## Personaggi
- Mau: il protagonista.

- Daphne (alias Ermintrude Fanshaw): soprannominata da Mau "la ragazza fantasma", almeno all'inizio, quando pensa di avere allucinazioni. Inglese, dotata di mentalità critica e (suo malgrado) di stirpe aristocratica.

- Locaha: personificazione della Morte nelle credenze dell'isola. Appare spesso in visione a Mau. Ha una personalità maligna e dispettosa, molto differente dalla Morte del Mondo Disco.

- I Nonni: voci che Mau sente spesso. Che siano reali o no, sono gli Antenati.

- Ataba: anziano sacerdote della religione locale. Dà a Mau il soprannome di "ragazzo demone" a causa della perdita di fede di Mau negli dei dopo la catastrofe.

- Mrs. Gurgle (vero nome: Mar-isgala-egisaga-gol): questa vecchia signora sdentata si rivela un potente sciamano.

- La donna senza nome: una giovane donna che rimane in stato di shock per gran parte dell'arco narrativo.

- Pilu: isolano, dotato di grandi doti di narratore e affabulatore.